# Mesteacăn (Krassó-Szörény megye)
Mesteacăn románul: Mesteacăn, falu Romániában, a Bánságban, Krassó-Szörény megyében.

## Fekvése
Bogoltény (Bogâltin) mellett fekvő település.

## Története
Mesteacăn korábban Bogoltény (Bogâltin) része volt. 1956-ban vált önálló településsé 71 lakossal.
1966-ban 84, 1977-ben 61, a 2002-es népszámláláskor 53 román lakosa volt.